# ХК Динамо Минск
Хокејашки клуб Динамо Минск (блр. ХК Дына́ма Мінск) је професионални хокејашки клуб из главног града Белорусије Минска. Основан је 1976. године, а од 2008. такмичи се у регионалној КХЛ лиги, у дивизији Тарасов.

## Историјат клуба
Клуб је основан 1976. и 5 сезона је играо у елитној дивизији совјетског хокеја где му је највећи успех било 10. место у сезони 1989/90. Након распада СССР клуб је 1993 преименован у Тивали Минск и под тим именом је деловао све до 2000. године. У том периоду Тивали је освојио 4 титуле првака Белорусије (1993, 1994, 1995 и 2000). Године 2003. клуб је поново обновио свој рад и враћено му је старо име Динамо.
Дана 26. марта 2008. управа КХЛ лиге је потврдила учешће Динама у лиги у оквиру дивизије Бобров. У првој сезони Динамо је домаће утакмице играо у Спортском центру у Минску, а од децембра 2009. преселио се у новоизграђену Минску арену капацитета 15.000 места. Прва сезона КХЛ лиге је била веома неуспешна за белоруски клуб који је након што је заменио три тренера завршио на 22. месту (од 24 екипе). Наредне сезоне остварен је нешто бољи резултат пласманом на 17. место. Највећи успех остварен је у сезони 2010/11 када је по први пут обезбеђен пласман у плеј-оф.

### Резултати у лиги Белорусије
| Сезон     | Ут. | П  | Пп | Н | Ип | И  | Голови  | Бод | Место  | Плеј-оф             |
| --------- | --- | -- | -- | - | -- | -- | ------- | --- | ------ | ------------------- |
| 2003/2004 | 45  | 23 | 3  | 6 | 1  | 12 | 147-106 | 81  | 4 (10) | Меч за 3. место (4) |
| 2004/2005 | 44  | 11 | 1  | 8 | 0  | 24 | 84-125  | 43  | 9 (12) | -                   |
| 2005/2006 | 55  | 32 | 1  | 8 | 0  | 14 | 157-101 | 106 | 2 (12) | Финале              |
| 2006/2007 | 50  | 32 | 3  | 6 | 0  | 9  | 176-92  | 108 | 2 (11) | Финале              |
| 2007/2008 | 54  | 27 | 4  | - | 7  | 16 | 138-115 | 96  | 3 (10) | 1/2 финале          |

### Резултати у КХЛ лиги
| Сезона  | Конференција | Дивизија | Ут. | П  | Пп | Ппен | Ипен | Ип | И  | Голови  | Бод | #       | Плеј-оф    |
| ------- | ------------ | -------- | --- | -- | -- | ---- | ---- | -- | -- | ------- | --- | ------- | ---------- |
| 2008/09 | -            | Бобров   | 56  | 12 | 1  | 2    | 5    | 2  | 34 | 124-197 | 49  | 22 (24) | -          |
| 2009/10 | Западна      | Бобров   | 56  | 17 | 1  | 5    | 2    | 0  | 31 | 139-164 | 65  | 17 (24) | -          |
| 2010/11 | Западна      | Тарасов  | 54  | 17 | 3  | 5    | 5    | 2  | 22 | 150-155 | 74  | 16 (23) | 1/8 финала |

## Састав тима
Састав тима закључно са 28. септембром 2011.
| Голмани |              |                     |                    |
| Број    | Националност | Име                 | Годиште            |
| 31      | Русија       | Андреј Мезин        | 8. јул 1974.       |
| 35      | Канада       | Кевин Лаланд        | 19. фебруар 1987.  |
| Одбрана |              |                     |                    |
| Број    | Националност | Име                 | Годиште            |
| 89      | Белорусија   | Олег Голошко        | 19. новембар 1989. |
| 4       | Канада       | Дени Гру            | 23. јун 1981.      |
| 27      | Белорусија   | Владимир Денисов    | 29. јун 1984.      |
| 8       | Финска       | Ере Каралахти       | 25. март 1975.     |
| 24      | Белорусија   | Дмитриј Коробов     | 12. март 1989.     |
| 25      | Чешка        | Лукаш Краичек       | 11. март 1983.     |
| 43      | Словачка     | Јарослав Обшут      | 3. септембар 1976. |
| 54      | Словачка     | Томаш Словак        | 5. април 1983.     |
| Напад   |              |                     |                    |
| Број    | Националност | Име                 | Годиште            |
| 81      | Белорусија   | Анатолиј Протасења  | 26. јануар 1990.   |
| 23      | Белорусија   | Андреј Стас         | 18. октобар 1988.  |
| 16      | Канада       | Џеф Плет            | 10. јул 1987.      |
| 60      | Чешка        | Либор Пивко         | 29. март 1980.     |
| 71      | Белорусија   | Александар Павлович | 12. јул 1988.      |
| 10      | Белорусија   | Андреј Михаљов      | 23. фебруар 1978.  |
| 19      | Русија       | Дмитриј Мелешко     | 8. новембар 1982.  |
| 7       | Канада       | Чарлс Линглет       | 22. јун 1982.      |
| 92      | Финска       | Тему Лаине          | 9. август 1982.    |
| 11      | Белорусија   | Александар Кулаков  | 15. мај 1983.      |
| 14      | Канада       | Данијел Корзо       | 3. април 1978.     |
| 77      | Белорусија   | Александар Китаров  | 18. јун 1986.      |
| 22      | Чешка        | Збинек Иргл         | 29. новембар 1980. |
| 13      | Белорусија   | Сергеј Дрозд        | 14. април 1990.    |